# Abigail og Brittany Hensel
Abigail "Abby" Loraine Hensel og Brittany Lee Hensel (født 7. marts 1990 i Minnesota, USA) er siamesiske tvillinger. De har hver sin rygrad og fælles bækken og styrer hver sin side af kroppen. Brittany er til venstre og Abby til højre; de har to mavesække og tre lunger. De havde en tredje, underudviklet arm, som blev fjernet, da de var små.